# نصوص من المسرح الألماني
نصوص من المسرح الألماني هو كتاب مترجم من تأليف الكاتب والأديب الألماني الشهير غونتر غراس، يجمع بين دفتيه مختارات متنوعة من أهم نصوص المسرح الألماني الكلاسيكي والمعاصر. يعرض الكتاب لمحات شاملة عن التطورات التاريخية والفكرية التي مر بها المسرح الألماني عبر القرون، ويقدمها بأسلوب تحليلي نقدي عميق.

## نبذة
يمثل هذا الكتاب جسرًا ثقافيًا بين الأدب الألماني والجمهور العربي، حيث يقدم ترجمة موثوقة ومختارة بعناية لنصوص مسرحية ألمانية تعكس واقع المجتمع الألماني عبر أحقاب مختلفة، وتناقش موضوعات اجتماعية وسياسية وإنسانية متنوعة.
يحتوي الكتاب على نصوص مسرحية من أعمال أدباء كبار مثل برتولت بريشت، يوهان فولفغانغ فون غوته، فريدريش شيلر، هينريش فون كلايست، وغيرهم، إضافة إلى نصوص مسرحية معاصرة تتناول التحولات السياسية والاجتماعية في ألمانيا القرن العشرين.
يتخلل الكتاب تحليلات نقدية من غونتر غراس نفسه، حيث يشرح سياق كل نص وأهميته في تاريخ المسرح الألماني، مقدماً رؤى معمقة تساعد القارئ العربي على فهم أبعاد النصوص ومغزاها الثقافي.

## المسرح الألماني: لمحة تاريخية
يُعتبر المسرح الألماني واحداً من أهم مسارح العالم، حيث بدأ تطوره في عصر النهضة واستمر في التألق عبر القرون، متأثرًا بالتيارات الأدبية والفلسفية المختلفة مثل الكلاسيكية الألمانية والرومانسية، وصولاً إلى المسرح الحديث والمعاصر.
شهد المسرح الألماني تجارب عديدة بدءاً من مسرحيات غوته وشيلر التي جمعت بين الفلسفة والفن، إلى مسرحيات بريشت التي أدخلت مفهوم "المسرح الملحمي" وركزت على البعد السياسي والاجتماعي.
يتسم المسرح الألماني بقدرته على التفاعل مع التغيرات الاجتماعية والسياسية، حيث استخدم الأدباء المسرح كمنبر للتعبير عن قضايا المجتمع الألماني والعالمي، مثل العدالة، الحرية، الحرب والسلام، والهوية.

## محتوى الكتاب
يضم الكتاب نصوصًا مختارة من مسرحيات متنوعة تمثل أهم المراحل والأساليب في المسرح الألماني، منها:
- **المسرح الكلاسيكي:** نصوص من أعمال غوته وشيلر التي تركز على الصراعات الأخلاقية والإنسانية، وتعكس روح التنوير والتقليد الكلاسيكي.
- **المسرح الحديث:** نصوص لبرتولت بريشت، الذي ابتكر أسلوب المسرح الملحمي، حيث تركز مسرحياته على نقد المجتمع والرأسمالية، وتدعو إلى التغيير الاجتماعي.
- **المسرح المعاصر:** نصوص تعكس تجارب بعد الحرب العالمية الثانية، تتناول موضوعات مثل الهوية الألمانية الجديدة، العواقب الاجتماعية للحروب، وتحديات العصر الحديث.

بالإضافة إلى النصوص، يتضمن الكتاب مقدمة شاملة يشرح فيها غراس تطور المسرح الألماني وأثره على الثقافة العالمية، مع التركيز على العلاقة بين الأدب والسياسة في المسرح.

## تحليل نصوص مختارة
يقوم غراس في الكتاب بتحليل النصوص المسرحية من منظور نقدي وفلسفي، موضحًا كيف تعبر المسرحيات عن القضايا الإنسانية والاجتماعية بطرق فنية مبتكرة، مثل:
- **«فاوست» لغوته:** دراسة للصراع الإنساني بين الطموح والضمير، وتحليل لشخصية فاوست التي تمثل الإنسان الباحث عن المعرفة والمعنى.
- **مسرحيات بريشت:** شرح لنظرية المسرح الملحمي وكيف يستخدم بريشت التقنيات المسرحية لإشراك الجمهور في التفكير النقدي بدلاً من الانغماس العاطفي فقط.
- **نصوص معاصرة:** تقييم لموضوعات مثل الاغتراب، البحث عن الهوية، والذاكرة الجماعية في مسرحيات ظهرت بعد الحرب العالمية الثانية.

## أهمية الكتاب في السياق العربي
يأتي هذا الكتاب في وقت تتزايد فيه الحاجة إلى تبادل ثقافي وفكري بين العالم العربي وأوروبا، خاصة مع التطورات الاجتماعية والسياسية المعقدة التي يعيشها كلا الطرفين.
يساهم الكتاب في تعميق فهم القارئ العربي للمسرح الألماني الذي لطالما كان منبرًا هامًا لنقد الواقع الاجتماعي والسياسي، ويعزز الحوار الثقافي بين الحضارتين.
كما يُعد مرجعًا مهمًا للطلاب والباحثين في مجال الأدب والمسرح، حيث يوفر مادة ثرية يمكن الاستفادة منها في الدراسات الأكاديمية.

## عن غونتر غراس
غونتر غراس (1927-2015) هو كاتب وشاعر وروائي ألماني بارز، حائز على جائزة نوبل في الأدب عام 1999. عرف بأعماله التي تمزج بين السرد التاريخي والنقد الاجتماعي، وكان ناشطًا سياسيًا وثقافيًا بارزًا في ألمانيا.
بالإضافة إلى إبداعه في الرواية والشعر، ساهم غراس في دراسة وتقديم الأدب المسرحي الألماني، وكان له دور مهم في إحياء المسرح الألماني عبر تحليلاته وكتاباته النقدية.
تميز أسلوبه بالعمق والرمزية، وغالبًا ما تناول في أعماله موضوعات الهوية الألمانية، الذاكرة التاريخية، والعدالة الاجتماعية.

## الأسلوب والترجمة
تمت ترجمة الكتاب إلى العربية بأسلوب أدبي دقيق يحافظ على روح النصوص المسرحية وأسلوب غراس التحليلي، مع إضفاء لمسة تناسب القارئ العربي.
استخدم المترجمون تقنيات ترجمة متقدمة لضمان نقل المعاني والرموز الثقافية، مع شرح مفصل في الهوامش لظواهر ومفاهيم قد تكون غريبة على القارئ.
هذا التوازن بين الدقة والوضوح جعل من الكتاب أداة تعليمية وثقافية مهمة في المكتبة العربية.

## استقبال نقدي
حظي الكتاب بردود فعل إيجابية في الأوساط الثقافية العربية، حيث أشاد النقاد بالمجهود المبذول في الترجمة والاختيار، واعتبروا أن الكتاب يفتح نافذة جديدة للتعرف على المسرح الألماني العريق.
أكد النقاد على أهمية هذا العمل في تعزيز التفاهم الثقافي وتقديم نماذج أدبية غنية تعكس التجربة الإنسانية من منظور مختلف.

## وصلات داخلية
- غونتر غراس
- مسرح ألماني
- أدب ألماني
- برتولت بريشت
- يوهان فولفغانغ فون غوته
- فريدريش شيلر
- مسرح

1. ↑  موقع دار المدى للنشر: نبذة عن كتاب نصوص من المسرح الألماني، 2019
2. ↑  مقال نقدي في مجلة الأدب المسرحي العربي، العدد 45، 2020
3. ↑  مقابلة مع المترجم أحمد صالح حول تحديات ترجمة المسرح الألماني، مجلة الثقافة، 2021